# Chelanops atlanticus
Chelanops atlanticus är en spindeldjursart som beskrevs av Beier 1955. Chelanops atlanticus ingår i släktet Chelanops och familjen blindklokrypare. Inga underarter finns listade i Catalogue of Life.